# Tassilo-Gymnasium Simbach am Inn
Das Tassilo-Gymnasium Simbach am Inn (TGS) ist das südlichste der Gymnasien im Landkreis Rottal-Inn. Namensgeber der 1948 gegründeten Schule ist der bayrische Herzog Tassilo III.

## Austauschprogramme
Das TGS setzt sich für die Förderung von Schüleraustauschprogrammen ein und unterhält  Programme mit den Städten:
- Skipton, England (Partnerstadt), neunte Jahrgangsstufe
- Tolmezzo, Italien (Partnerstadt), neunte Jahrgangsstufe
- Budweis, Tschechische Republik, neunte Jahrgangsstufe
- Wisconsin, USA, neunte Jahrgangsstufe
- Nizza, Frankreich, achte und neunte Jahrgangsstufe

Darüber hinaus werden für die zehnten Klassen Studienfahrten zu folgenden Städten angeboten:
- Berlin
- Rom, Italien
- Paris, Frankreich

## Bildungssystem
Das Tassilo-Gymnasium setzt sich aus Grund-, Mittel- und Oberstufe (auch Kollegstufe) zusammen, die sich bisher auf die Stufen 5 bis 13 verteilen. 2004 wurde das G8 Bayern eingeführt, was 2011 zu einem doppelten Abiturientenjahrgang führte.
Ab dem Schuljahr 2015/16 hat das Gymnasium bis 2019 am Erprobungsversuch Mittelstufe Plus des bayerischen Kultusministeriums teilgenommen, in dem neben der Beibehaltung der bisherigen Mittelstufe in einen zusätzlichen Angebot die Jahrgangsstufen acht bis zehn um die neue Jahrgangsstufe 9+ erweitert und der Lehrstoff nun anstelle von drei auf vier Jahre verteilt wird. Dies wurde mit der Wiedereinführung des G9 abgesetzt.
Durch die Stiftung Bildungspakt Bayern kann das TGS auf mehrere Bibliotheken zugreifen:
- Bibliothek der Universität Passau
- Bibliothek des Bundesgymnasium und Bundesrealgymnasium Braunau am Inn
- Universitätsbibliothek Salzburg

## Veranstaltungen
Das TGS engagiert sich im Bereich öffentlicher Auftritte, z. B: durch die Inszenierung von Musicals und anderen abendfüllenden Veranstaltungen. Zu den Aufführungen der Chöre, Bands und Tanzgruppen gehören die Musicals Fame (2002) und Der kleine Horrorladen (2006). Jährlich finden Auftritte am (örtlichen) Christkindlmarkt statt, außerdem erhält das TGS regelmäßige Einladungen zu Informationsveranstaltungen.
Zu den musikalischen Einrichtungen am TGS zählen der Unterstufenchor (Jahrgangsstufe 5–6), der Gemischte Chor (7–13), die Schulband (Begleitung der Chöre), das Orchester, die Brassband und die Big Band. In den Jahrgangsstufen 5 und 6 wird eine Chorklasse angeboten.

## Sport
Im Jahr 2000 gelang es der Handballmannschaft des Tassilo-Gymnasiums, in Berlin die Deutsche Schulmeisterschaft zu gewinnen.

## Jugend forscht
Das TGS setzt sich für das Forscherprogramm Jugend forscht ein. Dieses Engagement begann im Jahr 1992 und brachte immer wieder Preise auf regionaler und überregionaler Ebene ein, beispielsweise
- Landessieger 1992, 1996, 2000 und 2006
- Regionalsieger 1992, 1993, 1996, 1997, 1999, 2000, 2001, 2003, 2006
- Sonderpreise jährlich, teils überregional (z. B. Praktikumsplätze, Geldpreise, Informationsreisen etc.)

Das bekannteste Projekt dürfte in diesem Zusammenhang die Hochwasservorhersage-Arbeit von Markus Grabmeier und Andreas Renghart sein, die neben dem Erhalt von verschiedenen Geldpreisen in Gesamthöhe von 5000 DM auch auf der EXPO 2000 in Hannover präsentiert wurde. Wissenschaftsminister Hans Zehetmair und der ehemalige Ministerpräsident Edmund Stoiber sowie der bayerische Landwirtschaftsminister Josef Miller betrachteten die Arbeit am Stand der Simbacher und gratulierten ihnen zur gelungenen Arbeit.